# Pritam Kotal
Pritam Kotal (Uttarpara Kotrung, 9 agosto 1993) è un calciatore indiano, difensore del Chennaiyin.

## Carriera

### Club
Nel gennaio del 2019 passa all'ATK.

### Nazionale
Nel 2015 ha esordito in nazionale; nel 2019 e nel 2023 ha partecipato alla Coppa d'Asia.

## Statistiche

### Presenze e reti nei club
| Stagione               | Squadra                | Campionato             | Campionato | Campionato | Coppe nazionali | Coppe nazionali | Coppe nazionali | Coppe continentali | Coppe continentali | Coppe continentali | Altre coppe | Altre coppe | Altre coppe | Totale | Totale |
| Stagione               | Squadra                | Comp                   | Pres       | Reti       | Comp            | Pres            | Reti            | Comp               | Pres               | Reti               | Comp        | Pres        | Reti        | Pres   | Reti   |
| ---------------------- | ---------------------- | ---------------------- | ---------- | ---------- | --------------- | --------------- | --------------- | ------------------ | ------------------ | ------------------ | ----------- | ----------- | ----------- | ------ | ------ |
| 2019-2020              | ATK                    | ISL                    | 22+3       | 1          | -               | -               | -               | -                  | -                  | -                  | -           | -           | -           | 25     | 1      |
| 2020-2021              | ATK Mohun Bagan        | ISL                    | 19+3       | 1          | -               | -               | -               | AFC Cup            | 4                  | 0                  | -           | -           | -           | 26     | 1      |
| 2021-2022              | ATK Mohun Bagan        | ISL                    | 20+2       | 1          | -               | -               | -               | AFC Cup            | 6                  | 1                  | -           | -           | -           | 28     | 2      |
| 2022-2023              | ATK Mohun Bagan        | ISL                    | 20+4       | 0          | SC              | 2               | 0               | QAFC Cup           | 1                  | 0                  | DC          | 4           | 0           | 31     | 0      |
| Totale ATK Mohun Bagan | Totale ATK Mohun Bagan | Totale ATK Mohun Bagan | 68         | 2          |                 | 2               | 0               |                    | 11                 | 1                  |             | 4           | 0           | 85     | 3      |
| 2023-2024              | Kerala Blasters        | ISL                    | 18         | 0          | SC              | -               | -               | -                  | -                  | -                  | DC          | 3           | 0           | 21     | 0      |
| 2024-gen.2025          | Kerala Blasters        | ISL                    | 14         | 0          | SC              | 0               | 0               | -                  | -                  | -                  | DC          | 3           | 0           | 17     | 0      |
| Totale Kerala Blasters | Totale Kerala Blasters | Totale Kerala Blasters | 32         | 0          |                 | 0               | 0               |                    | -                  | -                  |             | 6           | 0           | 38     | 0      |
| gen.-giu. 2025         | Chennaiyin             | ISL                    | 7          | 0          | SC              | 0               | 0               | -                  | -                  | -                  | DC          | -           | -           | 7      | 0      |
| Totale carriera        | Totale carriera        | Totale carriera        | 132        | 3          |                 | 2               | 0               |                    | 11                 | 1                  |             | 10          | 0           | 155    | 4      |

### Cronologia presenze e reti in nazionale
| Cronologia completa delle presenze e delle reti in nazionale ― India | Cronologia completa delle presenze e delle reti in nazionale ― India | Cronologia completa delle presenze e delle reti in nazionale ― India | Cronologia completa delle presenze e delle reti in nazionale ― India | Cronologia completa delle presenze e delle reti in nazionale ― India | Cronologia completa delle presenze e delle reti in nazionale ― India | Cronologia completa delle presenze e delle reti in nazionale ― India | Cronologia completa delle presenze e delle reti in nazionale ― India |
| Data                                                                 | Città                                                                | In casa                                                              | Risultato                                                            | Ospiti                                                               | Competizione                                                         | Reti                                                                 | Note                                                                 |
| -------------------------------------------------------------------- | -------------------------------------------------------------------- | -------------------------------------------------------------------- | -------------------------------------------------------------------- | -------------------------------------------------------------------- | -------------------------------------------------------------------- | -------------------------------------------------------------------- | -------------------------------------------------------------------- |
| 12-3-2015                                                            | Guwahati                                                             | India                                                                | 2 – 0                                                                | Nepal                                                                | Qual. Mondiali 2018                                                  | -                                                                    | 6’                                                                   |
| 17-3-2015                                                            | Kathmandu                                                            | Nepal                                                                | 0 – 0                                                                | India                                                                | Qual. Mondiali 2018                                                  | -                                                                    |                                                                      |
| 31-8-2015                                                            | Pune                                                                 | India                                                                | 0 – 0                                                                | Nepal                                                                | Amichevole                                                           | -                                                                    | 46’                                                                  |
| 8-9-2015                                                             | Bangalore                                                            | India                                                                | 0 – 3                                                                | Iran                                                                 | Qual. Mondiali 2018                                                  | -                                                                    |                                                                      |
| 8-10-2015                                                            | Ashgabat                                                             | Turkmenistan                                                         | 2 – 1                                                                | India                                                                | Qual. Mondiali 2018                                                  | -                                                                    | 86’                                                                  |
| 12-11-2015                                                           | Bangalore                                                            | India                                                                | 1 – 0                                                                | Guam                                                                 | Qual. Mondiali 2018                                                  | -                                                                    |                                                                      |
| 25-12-2015                                                           | Kerala                                                               | Sri Lanka                                                            | 0 – 2                                                                | India                                                                | SAFF Championship 2015 - 1º turno                                    | -                                                                    |                                                                      |
| 27-12-2015                                                           | Kerala                                                               | India                                                                | 4 – 1                                                                | Nepal                                                                | SAFF Championship 2015 - 1º turno                                    | -                                                                    |                                                                      |
| 31-12-2015                                                           | Kerala                                                               | India                                                                | 3 – 2                                                                | Maldive                                                              | SAFF Championship 2015 - Semifinale                                  | -                                                                    |                                                                      |
| 3-1-2016                                                             | Kerala                                                               | India                                                                | 2 – 1 dts                                                            | Afghanistan                                                          | SAFF Championship 2015 - Finale                                      | -                                                                    |                                                                      |
| 24-3-2016                                                            | Teheran                                                              | Iran                                                                 | 4 – 0                                                                | India                                                                | Qual. Mondiali 2018                                                  | -                                                                    | 20’                                                                  |
| 29-3-2016                                                            | Kerala                                                               | India                                                                | 1 – 2                                                                | Turkmenistan                                                         | Qual. Mondiali 2018                                                  | -                                                                    | 20’                                                                  |
| 3-9-2016                                                             | Mumbai                                                               | India                                                                | 4 – 1                                                                | Porto Rico                                                           | Amichevole                                                           | -                                                                    |                                                                      |
| 22-3-2017                                                            | Phnom Penh                                                           | Cambogia                                                             | 2 – 3                                                                | India                                                                | Amichevole                                                           | -                                                                    |                                                                      |
| 28-3-2017                                                            | Yangon                                                               | Birmania                                                             | 0 – 1                                                                | India                                                                | Qual. Coppa d'Asia 2019                                              | -                                                                    |                                                                      |
| 6-6-2017                                                             | Mumbai                                                               | India                                                                | 2 – 0                                                                | Nepal                                                                | Amichevole                                                           | -                                                                    |                                                                      |
| 13-6-2017                                                            | Bangalore                                                            | India                                                                | 1 – 0                                                                | Kirghizistan                                                         | Qual. Coppa d'Asia 2019                                              | -                                                                    |                                                                      |
| 19-8-2017                                                            | Mumbai                                                               | India                                                                | 2 – 1                                                                | Mauritius                                                            | Amichevole                                                           | -                                                                    |                                                                      |
| 24-8-2017                                                            | Mumbai                                                               | India                                                                | 1 – 1                                                                | Saint Kitts e Nevis                                                  | Amichevole                                                           | -                                                                    |                                                                      |
| 5-9-2017                                                             | Taipa                                                                | Macao                                                                | 0 – 2                                                                | India                                                                | Qual. Coppa d'Asia 2019                                              | -                                                                    |                                                                      |
| 13-10-2018                                                           | Suzhou                                                               | Cina                                                                 | 0 – 0                                                                | India                                                                | Amichevole                                                           | -                                                                    |                                                                      |
| 17-11-2018                                                           | Amman                                                                | India                                                                | 1 – 2                                                                | Giordania                                                            | Amichevole                                                           | -                                                                    |                                                                      |
| 27-12-2018                                                           | Abu Dhabi                                                            | Oman                                                                 | 0 – 0                                                                | India                                                                | Amichevole                                                           | -                                                                    |                                                                      |
| 6-1-2019                                                             | Abu Dhabi                                                            | Thailandia                                                           | 1 – 4                                                                | India                                                                | Coppa d'Asia 2019 - 1º turno                                         | -                                                                    |                                                                      |
| 10-1-2019                                                            | Abu Dhabi                                                            | India                                                                | 0 – 2                                                                | Emirati Arabi Uniti                                                  | Coppa d'Asia 2019 - 1º turno                                         | -                                                                    |                                                                      |
| 14-1-2019                                                            | Sharjah                                                              | India                                                                | 0 – 1                                                                | Bahrein                                                              | Coppa d'Asia 2019 - 1º turno                                         | -                                                                    |                                                                      |
| 5-6-2019                                                             | Buriram                                                              | Curaçao                                                              | 3 – 1                                                                | India                                                                | King's Cup 2019 - Semifinale                                         | -                                                                    |                                                                      |
| 13-7-2019                                                            | Ahmedabad                                                            | India                                                                | 2 – 5                                                                | Corea del Nord                                                       | Intercontinental Cup 2019 - 1º turno                                 | -                                                                    |                                                                      |
| 16-7-2019                                                            | Ahmedabad                                                            | India                                                                | 1 – 1                                                                | Siria                                                                | Intercontinental Cup 2019 - 1º turno                                 | -                                                                    |                                                                      |
| 14-11-2019                                                           | Dušanbe                                                              | Afghanistan                                                          | 1 – 1                                                                | India                                                                | Qual. Mondiali 2022                                                  | -                                                                    | 76’                                                                  |
| 29-03-2021                                                           | Dubai                                                                | India                                                                | 0 – 6                                                                | Emirati Arabi Uniti                                                  | Amichevole                                                           | -                                                                    |                                                                      |
| 3-6-2021                                                             | Doha                                                                 | India                                                                | 0 – 1                                                                | Qatar                                                                | Qual. Mondiali 2022                                                  | -                                                                    |                                                                      |
| 5-9-2021                                                             | Katmandu                                                             | Nepal                                                                | 1 – 2                                                                | India                                                                | Amichevole                                                           | -                                                                    |                                                                      |
| 4-10-2021                                                            | Malé                                                                 | Bangladesh                                                           | 1 – 1                                                                | India                                                                | SAFF Championship 2021 - 1º turno                                    | -                                                                    |                                                                      |
| 10-10-2021                                                           | Malé                                                                 | Nepal                                                                | 0 – 1                                                                | India                                                                | SAFF Championship 2021 - 1º turno                                    | -                                                                    |                                                                      |
| 13-10-2021                                                           | Malé                                                                 | India                                                                | 3 – 1                                                                | Maldive                                                              | SAFF Championship 2021 - 1º turno                                    | -                                                                    |                                                                      |
| 16-10-2021                                                           | Malé                                                                 | India                                                                | 3 – 0                                                                | Nepal                                                                | SAFF Championship 2021 - Finale                                      | -                                                                    |                                                                      |
| 23-3-2022                                                            | Al Muharraq                                                          | Bahrein                                                              | 2 – 1                                                                | India                                                                | Amichevole                                                           | -                                                                    |                                                                      |
| 26-3-2022                                                            | Riffa                                                                | India                                                                | 0 – 3                                                                | Bielorussia                                                          | Amichevole                                                           | -                                                                    | 89’                                                                  |
| 28-5-2022                                                            | Doha                                                                 | India                                                                | 0 – 2                                                                | Giordania                                                            | Amichevole                                                           | -                                                                    |                                                                      |
| 8-6-2022                                                             | Calcutta                                                             | India                                                                | 2 – 0                                                                | Cambogia                                                             | Qual. Coppa d'Asia 2023                                              | -                                                                    | 73’                                                                  |
| 28-3-2023                                                            | Imphal                                                               | Kirghizistan                                                         | 0 – 2                                                                | India                                                                | Amichevole                                                           | -                                                                    | 28’                                                                  |
| 12-6-2023                                                            | Bhubaneswar                                                          | India                                                                | 1 – 0                                                                | Vanuatu                                                              | Coppa Intercontinentale 2023 - 1º turno                              | -                                                                    |                                                                      |
| 21-6-2023                                                            | Bengaluru                                                            | India                                                                | 4 – 0                                                                | Pakistan                                                             | SAFF Championship 2023 - 1º turno                                    | -                                                                    | 65’                                                                  |
| 24-6-2023                                                            | Bengaluru                                                            | Nepal                                                                | 0 – 2                                                                | India                                                                | SAFF Championship 2023 - 1º turno                                    | -                                                                    | 74’                                                                  |
| 1-7-2023                                                             | Bengaluru                                                            | Libano                                                               | 0 – 0 dts (2-4 dtr)                                                  | India                                                                | SAFF Championship 2023 - Semifinale                                  | -                                                                    | 58’                                                                  |
| Totale                                                               |                                                                      | Presenze                                                             | 46                                                                   |                                                                      | Reti                                                                 | 0                                                                    |                                                                      |

## Palmarès

### Club

#### Competizioni nazionali
- I-League: 1

Mohun Bagan: 2014-15
- Indian Super League: 3

Atlético de Kolkata: 2016, 2019-2020
ATK Mohun Bagan: 2022-2023
- Coppa della Federazione indiana: 1

Mohun Bagan: 2016

#### Nazionale
- SAFF Championship: 3

2015, 2021, 2023
- Coppa Intercontinentale (India): 2

2018, 2023